# 변재천

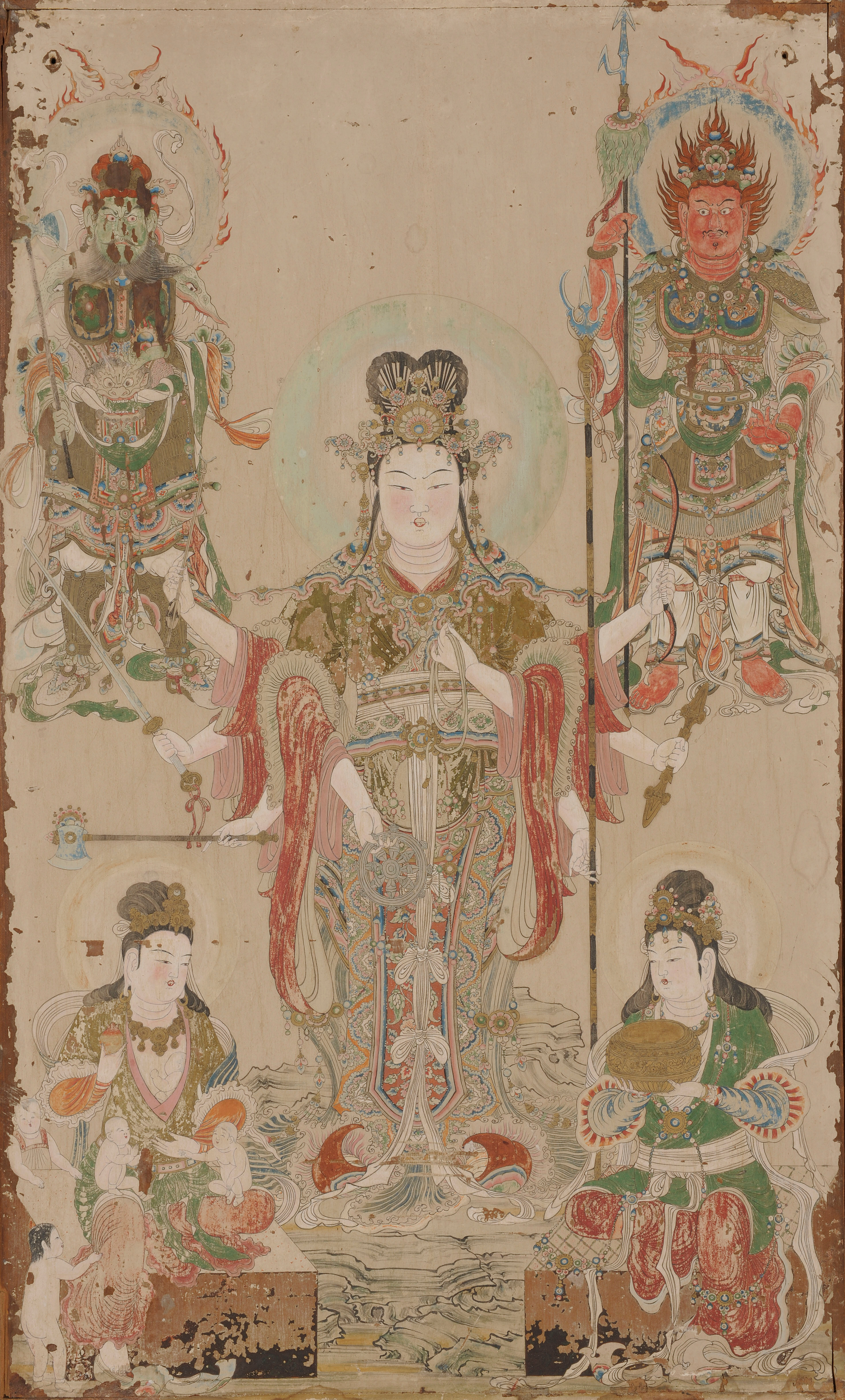
변재천

변재천(辯才天)은 불교의 천부 중 하나로, 힌두교의 여신 사라스바티가 불교로 편입된 것이다. 주로 일본에서 칠복신 중 하나로 숭배된다.

## 같이 보기
- 대흑천
- 다키니
- 칠복신
- 신불습합
- 다문천왕